# Ana Cristina Pagán
Ana Cristina "Soler" Pagán Martínez (San Juan, Puerto Rico; 12 de agosto de 1994), más conocida como Ana Cristina Pagán o Soler Pagán, es una cantante y compositora puertorriqueña.

## Primeros años

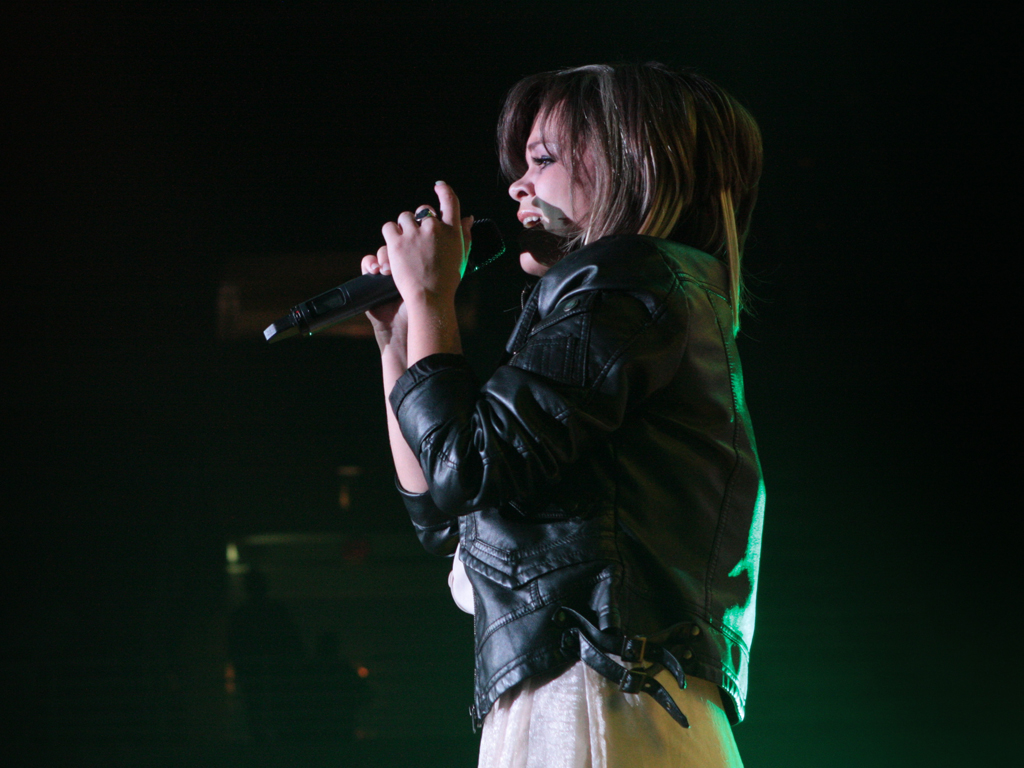
Ana Cristina Cantando.

Ana Cristina nació en San Juan, Puerto Rico. Es la última de tres hermanos y la única niña. Desde muy pequeña mostró sus habilidades de cantante cuando aún en panales se paraba frente al estéreo y bailaba y cantaba la ritmo de la música. Ya en 6.º grado aprendió a tocar clarinete y con ello aprendió a leer música. Donde quiera que íbamos a pasar un rato familiar no faltaba que ella junto a sus hermanos comenzaran a cantar acabando ella siendo el centro de atracción. A medida que seguía creciendo seguían aflorando sus talentos dibujando, diseñando, creando, Actuando y Cantando. En el transcurso de su joven vida ha tenido la oportunidad de participar en varias obra de teatrales que se han exhibido en sales tales como el teatro Tapia y El museo de Puerto Rico. En septiembre de 2010 participó en su primera competencia de canto en el Coliseo Roberto Clemente donde a sus 16 años y sin ningún entrenamiento previo obtuvo primer lugar abriéndose así un camino nuevo en la trayectoria artística de Ana Cristina. Estudió sénior de la Escuela José Julián Acosta y Calbo escuela especializada en teatro. El camino de la adultez comienza y no hay duda que Dios la ha dotado con las herramientas necesarias para salir adelante y alcanzar su aspiración de brillar en su carrera artística, que ya ha comenzado y poner el nombre de Puerto Rico en alto. Ana se crio en un ambiente familiar en el cual dominaba la música. Su género favorito es el Rock gracias a la influencia de su padre quien escuchaba la música de diversas bandas de los 80 junto a ella, aprendiéndose las letras mientras cantaban a dúo. A temprana edad comenzó a explorar su voz participando en diversas actividades de invitada. Durante su escuela superior también tuvo la oportunidad de ser parte de diversas obras de teatro incluyendo musicales. Soler ha tenido la oportunidad de formar parte en diversas bandas y grupos musicales lo cual le ha dado las herramientas necesaria para trabajar actualmente en lo que es su nuevo proyecto y el resto como ella dice son “papeles en blanco”. Además del canto le gusta la escritura y el dibujo.

## Carrera musical

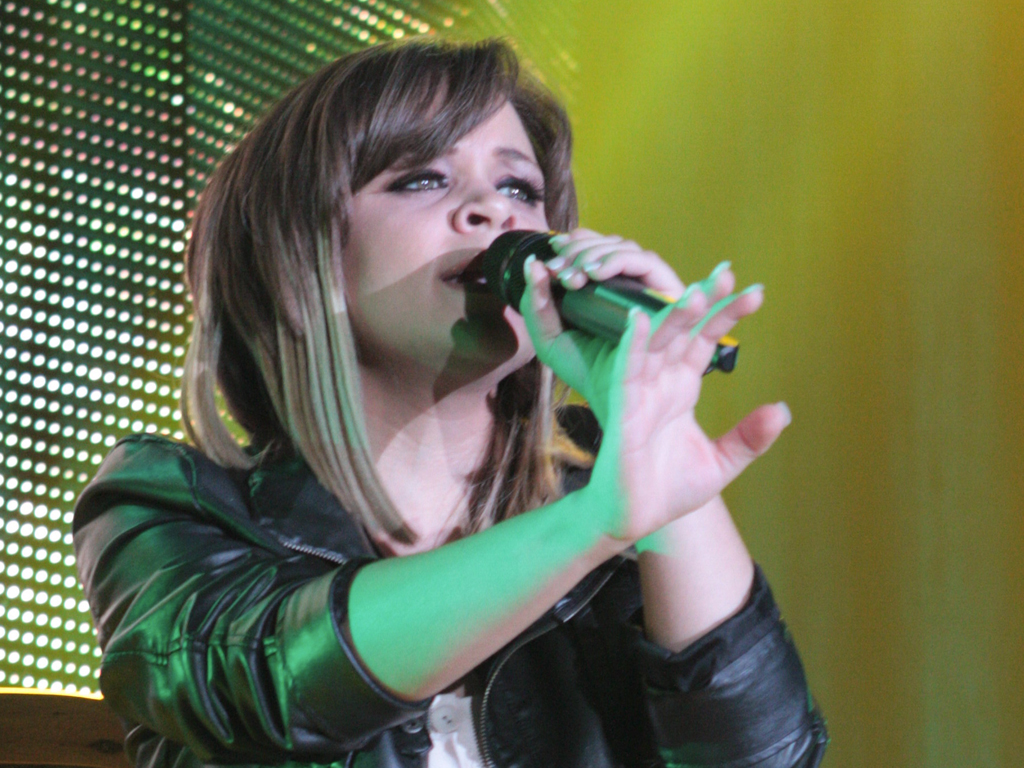
Ana Cristina en 2012.

En el 2012 participó en el programa musical juvenil Juventud Vibra donde interpretó A Donde Fue Cecilia música de la cantante Kany García y en el 2014 participó en el reality show de Univisión Va por ti. está presente en álbum de Va Por Ti titulado Los Mejores Momentos donde interpreta un tema Navideño junto a los demás del elenco titulado Regalame Tu Amor, Me Gusta Todo De Ti y Tan Solo Tú del Cantautor Venezolano Franco de Vita a dúo con su compañero del mismo programa Fernando Corona. el día de marzo del 2015 lanza su primer sencillo titulado Buscándote. Ana Cristiana Lanza su primera producción discográfica en el 2015 titulada Estoy Aquí. Ana Cristina estrena su primer sencillo Buscándote en Itunes. Lanza su primer sencillo de su álbum debut Estoy Aquí titulado Todo Te Lo Di.

## Discografía
- Estoy Aquí (2015)

## Canciones que ha interpretado

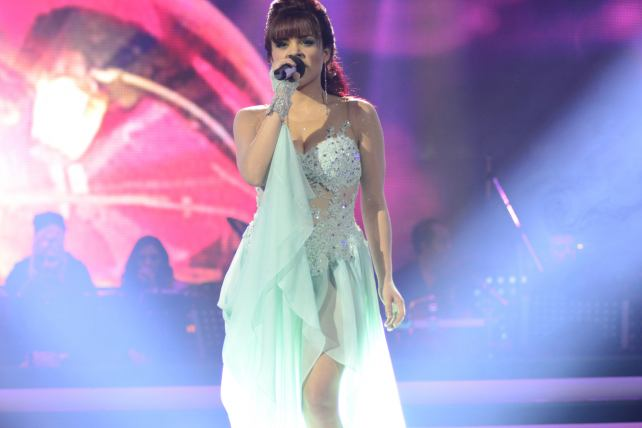
Ana Cristina en Va Por Ti.

- A Donde Fue Cecilia de Kany García
- Tan solo tú a dúo con Fernando Corona de Franco de Vita
- Basta ya de Jenni Rivera
- Amores Extraños de Laura Pausini
- Fuego de Noche Nieve de Día de Ricky Martin
- Amor Eterno de Juan Gabriel
- Me Gusta Todo De Ti de Banda El Recodo
- Todo Cambio de Camila
- Entra En Mi Vida de Sin Bandera
- Desvelado de Bobby Pulido
- Creo En Ti de Reik
- Luz Sin Gravedad de Belinda

estas son varias de las canciones que ha interpretado esta puertorriqueña

## Referencias

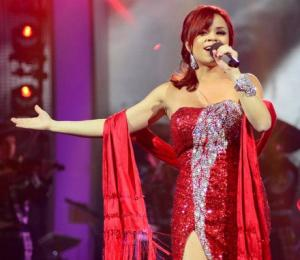
Ana Cristina Cantando Rancheras.